# Slap that Naughty Body / My Fate
 (mai 2012).
Si vous disposez d'ouvrages ou d'articles de référence ou si vous connaissez des sites web de qualité traitant du thème abordé ici, merci de compléter l'article en donnant les références utiles à sa vérifiabilité et en les liant à la section « Notes et références ».
Singles de Anna Tsuchiya
Change Your Life
(2006) Rose
(2006)
Slap that Naughty Body / My Fate est le 2esingle de Anna Tsuchiya sorti sous le label MAD PRAY RECORDS le 23 mars 2006 au Japon. Il atteint la 68e place du classement de l'Oricon, et reste classé pendant 4 semaines, pour un total de 3 655 exemplaires vendus.
Slap that Naughty Body a été utilisé comme campagne publicitaire pour Hart, et My Fate a été utilisé comme thème musical pour l'anime Rean no Tsubasa. Slap that Naughty Body se trouve sur l'album Strip Me?.

## Liste des titres
Toutes les paroles sont écrites par Anna Tsuchiya.
| 1. | Slap that Naughty Body | Remee                                    | 3:30 |
| 2. | My Fate                | Ayumi Miyazaki                           | 4:50 |
| 3. | Blue Moon              | トビアス・ギャッド, Murayama Shinichirou | 3:48 |